# 유석현 (1900년)
유석현(劉錫鉉, 1900년 5월 14일 ~ 1987년 8월 28일)은 일제강점기의 항일 운동가이며, 대한민국의 언론인이다. 다른 이름으로 김세진(金世震), 유금산(劉錦山)이 있다.

## 생애
유석현은 충청북도 충주군에서 태어났다. 1919년 3·1 운동에 참가하였다가 그해 11월에 만주로 망명하였다. 1920년 7월에 중국 톈진에서 의열단에 가입하였다.
1922년에 군자금을 모금하기 위해 조선으로 잠입하였다. 1922년 말에는 의열단원 김지섭이 조선총독부 판사 백윤화의 집에 들어가 군자금을 받으려다가 백윤화의 밀고로 실패한 사건이 발생했다. 유석현도 김지섭과 함께 이 사건에 가담하였다.
다시 중국으로 건너갔다가 김지섭, 김시현 등과 함께 베이징에서 무기를 마련한 뒤 이를 소지하고 조선으로 돌아왔다. 이 사건 공모자 중에는 현직 경찰인 황옥이 포함되어 있었다. 황옥의 밀고로 의열단의 계획은 좌절되었으며, 유석현은 1923년 3월에 체포되고 징역 8년형을 선고받아 복역했다.
태평양 전쟁 종전 후에는 합동통신을 창립하는 등 언론인으로 활동했다. 1977년에 건국훈장 독립장을 수여받았고, 광복회 고문과 회장을 지냈다. 1980년대에는 민주정의당 발기위원장과 고문을 역임하며 제5공화국 집권 세력을 지지한 바 있다.

## 참고 자료
- 유석현 : 독립유공자 공훈록 - 국가보훈처